# 4506 Hendrie
4506 Hendrie è un asteroide della fascia principale. Scoperto nel 1990, presenta un'orbita caratterizzata da un semiasse maggiore pari a 2,8817413 UA e da un'eccentricità di 0,0159796, inclinata di 3,01063° rispetto all'eclittica.